# 绿色狩猎行动
绿色狩猎行动（英語：Operation Green Hunt）是印度媒体使用的名词，用于描述印度政府的准军事部队和国家武装警察部队对纳萨尔派的“全面进攻”。 该行动据信已于2009年11月在红色走廊的五个邦展开。
这个词是由恰蒂斯加尔邦警察创造的，用来描述该邦打击印度共产党（毛主义）的一次成功行动。它被媒体用来描述更广泛的反纳萨尔派行动。印度政府并未使用“绿色狩猎行动”一词来描述其对纳萨尔派的攻势。

## 规划和执行

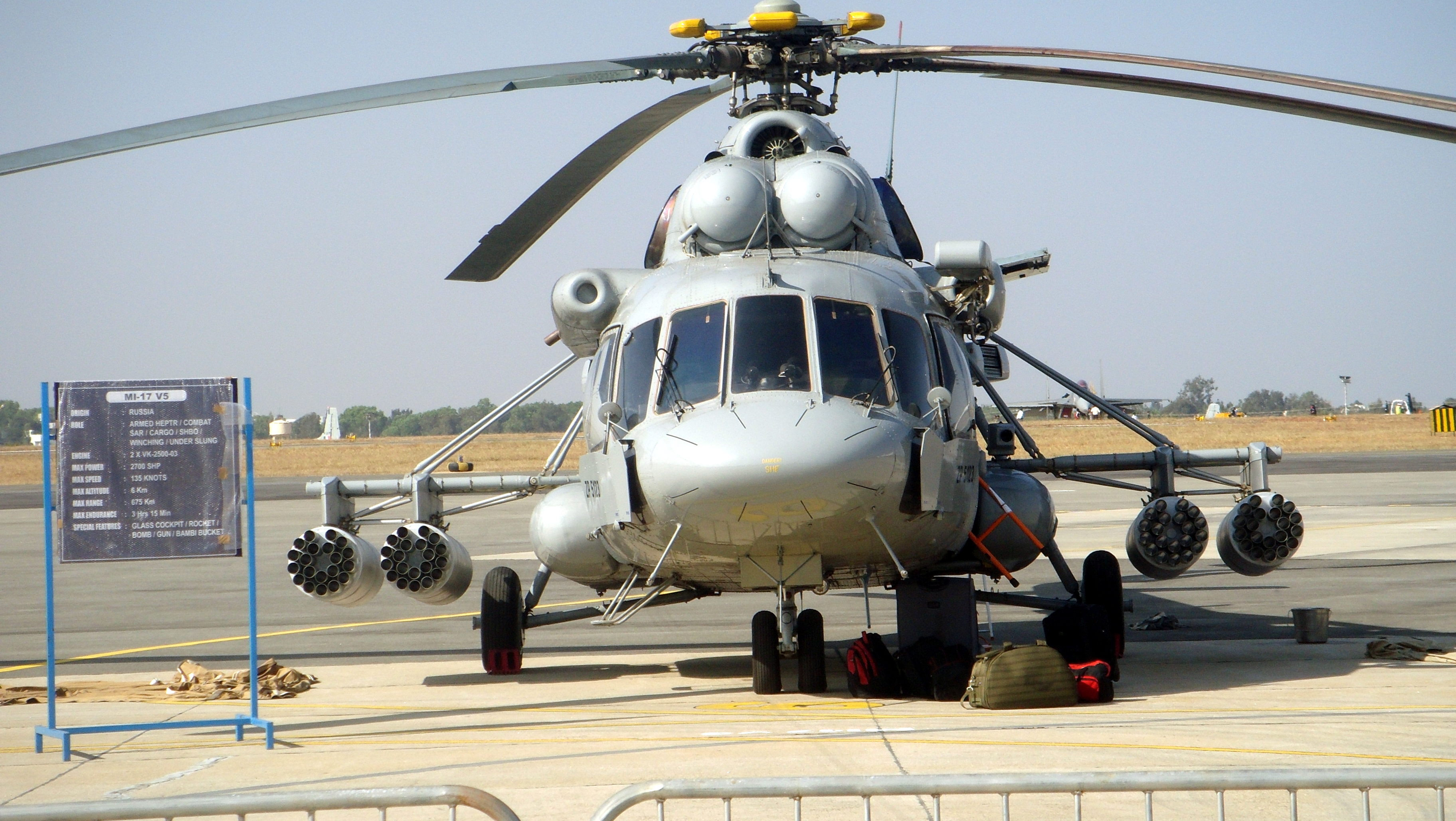
印度空军已经部署了一队Mi-17 V5直升机来针对毛派

2009年10月，印度中央后备警察部队宣布进入攻势计划的最后阶段，并已得到了政府的批准。眼镜蛇营将带头参与针对毛派叛乱的行动。但在2009年9月，媒体已经报道了眼镜蛇营和恰蒂斯加尔邦警方对达恩泰瓦达的毛派的“大规模三天联合行动”（massive 3 day joint operation）。
2009年11月初，行动的第一阶段开始于加德奇罗利县。印度准军事部队的多达18个连为参与行动而移动到该地区。
2010年4月，马克·索菲尔与布达德夫·巴塔查尔吉和M·K·纳拉亚南就“毛派极端主义”和西孟加拉邦内部安全问题进行了会谈，并对政府对毛派的战斗提供来自以色列的援助。
最早在2009年，印度政府已决定调动8万名中央准军事人员对毛派发动进攻，再加上来自印度空军的10架武装直升机。据每日邮报报道，到2012年中期，印度政府在其反毛派行动中从中央后备警察部队、边境安全部队（BSF）、印度-西藏边防警察部队（ITBP）和眼镜蛇营抽调了大约10万名准军事人员。2013年1月3日，印度政府发表声明称，它将在巴斯塔、奥里萨邦和贾坎德邦的一些地区部署10,000多名中央准军事人员。截至2013年5月，红色走廊内已有大约84,000名中央后备警察部队人员进驻，以加强攻势。 除了准军事人员外，部署在反毛派分子行动中的国家武装警察部队人员估计约有20万人。盖塔姆·纳拉卡在2014年3月的分析中声称，28.62万中央后备警察部队人员以及来自其他中央准军事部队和国家武装警察部队的10万人员现在正对印度的10个邦的印共（毛）进行攻击。2014年6月8日，内政部正式批准从准军事部队再调1万人来与恰蒂斯加尔邦的毛派作战。
为了进一步加强攻势，内政部期待着“克隆”出如安得拉邦的灰狗（Greyhounds）之类的新的突击队，并促使他们参与其他五个邦的反毛派行动——恰蒂斯加尔邦、贾坎德邦、比哈尔邦、马哈拉施特拉邦和奥里萨邦。印度时报在2013年5月指出，内政部已决定促使更多准军事人员“在赤区与毛派作战以结束战争”。
印度陆军也已进驻红色走廊，但是，陆军声称目前只是在那里训练准军事人员以打击毛派，否认直接参与进攻行动。参谋长和7个陆军指挥官在2011年年中曾评价说，如果需要的话，印度陆军将部署约60,000-65,000人到安得拉邦、比哈尔邦、恰蒂斯加尔邦、贾坎德邦、中央邦、马哈拉施特拉邦、奥里萨邦和西孟加拉邦，与纳萨尔派战斗。2013年5月30日，印度空军的空军上将宣布，除了目前正在行动的MI-17直升机外，印度空军正在推出一队MI-17V5直升机，以“全力支持反纳萨尔行动”。
2014年8月，内政部表示，正“派遣”那加兰邦的印度后备部队的那加团的2000名人员到恰蒂斯加尔邦的巴斯塔去攻击毛派。《经济时报》称，这将让巴斯塔成为“印度最军事化的地区”。那加团人员再次被派去与毛派作战，他们曾在西孟加拉邦与毛派分子战斗过一次。
印度武装部队人员能使用卫星电话，也能使用无人机。安全部队在比哈尔邦、恰蒂斯加尔邦和贾坎德邦使用无人机进行反毛派行动已有时日。目前，无人机由国家技术研究组织（NTRO）和印度空军提供，但它们尚未为武装部队产生理想结果。因此，为了进一步加强攻势，国防研究及发展组织主动专门开发“低频雷达”版无人机，以供武装部队“追捕”毛派。NTRO特别从以色列进口了12架无人机，用于在安得拉邦-奥里萨邦-恰蒂斯加尔邦边界的森林地区对纳萨尔派的活动进行空中监视。
内政部说，从2007年到2012年，印度武装部队杀死905名纳萨尔派，逮捕12,008人。根据南亚恐怖主义门户网站新闻报道的分析，自2005年以来，2111名毛派、2669名平民和1695名武装部队人员丧生。